# Francesco Targhetta

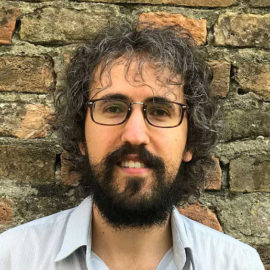
Francesco Targhetta

Francesco Targhetta (Treviso, 7 ottobre 1980) è uno scrittore e poeta italiano.

## Biografia
Nato a Treviso nel 1980, vi risiede esercitando la professione d'insegnante di lettere alle superiori.
Dopo il dottorato in Italianistica all'Università di Padova (con tesi su Corrado Govoni), ha approfondito gli studi sulla poesia simbolista di fine '800 grazie a un assegno di ricerca e ha insegnato per 4 anni.
Nel 2009 ha esordito con la raccolta di liriche Fiaschi alla quale ha fatto seguito il romanzo in versi Perciò veniamo bene nelle fotografie nel 2012 e la plaquette Le cose sono due nel 2014 vincitrice di due riconoscimenti.
Il suo esordio nella narrativa tout court è avvenuto nel 2018 con il romanzo generazionale Le vite potenziali, ben accolto dalla critica e vincitore del Premio Berto e del Selezione Campiello.
Nell'ottobre 2019 scopre l'Istituto magistrale frequentato da Andrea Zanzotto tra il 1934 e il 1937: "Duca degli Abruzzi" di Treviso, oggi Liceo Statale.

## Opere

### Poesia
- Fiaschi, prefazione di Raoul Bruni, Milano, ExCogita, 2009 ISBN 978-88-89727-91-1. Nuova edizione accresciuta, con prefazione di Raoul Bruni, Firenze, Le Lettere, 2020 ISBN 978-88-9366-138-6.
- Le cose sono due, Livorno, Valigie Rosse, 2014 ISBN 978-88-98518-02-9.
- Perciò veniamo bene nelle fotografie, Milano, Isbn, 2012 ISBN 978-88-7638-266-6. Nuova edizione, con una postfazione di Andrea Cortellessa, Milano, Mondadori, 2019 ISBN 978-88-04-70921-3.
- La colpa al capitalismo, Milano, La nave di Teseo, 2022 ISBN 978-88-346-1126-5.

### Narrativa
- Le vite potenziali, Milano, Mondadori, 2018 ISBN 978-88-04-68742-9.

### Curatele
- Gli aborti: le poesie d'Arlecchino, i cenci dell'anima di Corrado Govoni, Genova, San Marco dei Giustiniani, 2008 ISBN 978-88-7494-216-9.

## Premi e riconoscimenti
- Premio Antonio Delfini: 2014 vincitore con Le cose sono due[10]
- Premio Ciampi Valigie Rosse: 2014 vincitore con Le cose sono due[11]
- Premio Giuseppe Berto: 2018 vincitore con Le vite potenziali
- Premio Selezione Campiello: 2018 vincitore con Le vite potenziali
- Premio Bergamo: 2019 finalista con Le vite potenziali
- Premio di Poesia "Paolo Prestigiacomo" (IX edizione): 2022 vincitore con La colpa al capitalismo (La Nave di Teseo)[12]